# Deficiência de piridoxina
Deficiência de piridoxina é uma condição na qual não há reservas suficientes de piridoxina no corpo necessárias para as atividades metabólicas normais.